# المزابنة
المزابنة في علم فروع الفقه -قسم المعاملات- هي معاوضة ربوية تختص بنوعين من الثمار هما: النخل والعنب، وصورة المزابنة هي: بيع التمر (أي: بعد جفافه) بالرطب (وهو التمر قبل التجفيف)، وبيع العنب بالزبيب، وحكم المزابنة حرام؛ للنهي عنها، وللجهل بالمماثلة في بيع الربوي بجنسه، ويستثى من ذلك: بيع العرايا فيما دون خمسة أوسق.

## لغة
المزابنة في اللغة: من الزبن وهو الدفع لأنها تؤدي إالى النزاع والمدافعة.
المزابنة اصطلاحا: بيع الرطب على النخل بتمر مقطوع مثل كيله تقديرا، ومثله بيع العنب على الكرم بالزبيب.
فيقدر الرطب الذي على النخل بمقدار مائة وخمسين كغ من التمر وهذا فيه شبهة الربا لأنه بيع مكيل بمكيل من جنسه مع احتمال عدم المساواة بينهما في الكيل.
المزابنة.:بيع شيء معلوم بشيء مجهول